# Daimion Stafford
Daimion Stafford (Riverside, 18 febbraio 1991) è un giocatore di football americano statunitense che gioca nel ruolo di strong safety per i Pittsburgh Steelers della National Football League (NFL). Fu scelto nel corso del settimo giro (248º assoluto) del Draft NFL 2013 dai Tennessee Titans. Al college ha giocato a football all’Università del Nebraska-Lincoln.

## Carriera professionistica

### Tennessee Titans
Stafford fu scelto nel corso del settimo giro del Draft 2013 dai Tennessee Titans. Debuttò come professionista nella vittoria della settimana 1 contro i Pittsburgh Steelers. Nella sua stagione da rookie disputò tutte le 16 partite (nessuna come titolare) con 8 tackle e un fumble forzato. Nella successiva salì a 32 tackle in 15 presenze, col primo sack nella settimana 8 con gli Houston Texans.

## Statistiche
| Partite totali      | 31  |
| Partite da titolare | 0   |
| Tackle              | 40  |
| Sack                | 1,0 |
| Intercetti          | 0   |
| Fumble forzati      | 2   |

Statistiche aggiornate alla stagione 2013